# Tamara Vučić

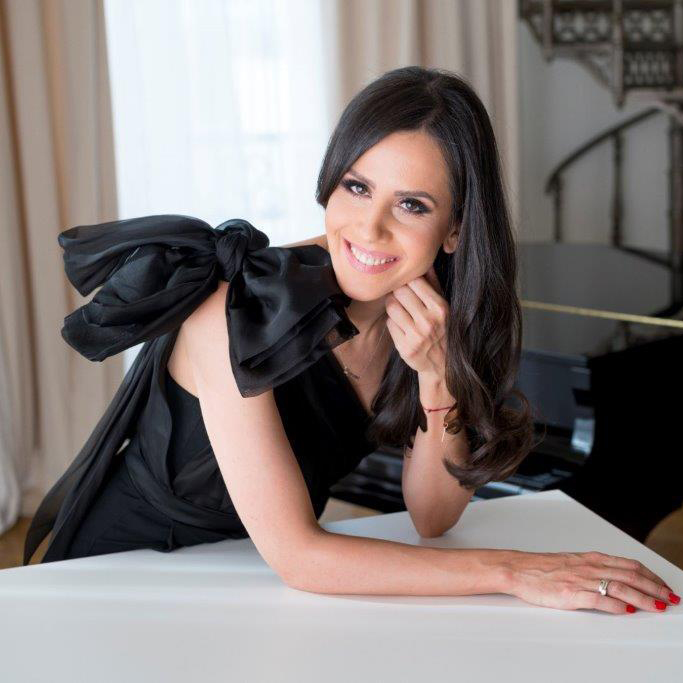
Tamara Vučić (2017)

Tamara Vučić (serbisch-kyrillisch Тамара Вучић; * 11. April 1981 in Belgrad, Jugoslawien als Tamara Đukanović) ist eine ehemalige serbische Journalistin und als Ehefrau des serbischen Präsidenten Aleksandar Vučić seit dem 31. Mai 2017 First Lady Serbiens.

## Leben und Wirken
Tamara Đukanović wurde 1981 in Belgrad, Jugoslawien geboren, wuchs jedoch in Loznica auf. Dort besuchte sie die Grund- sowie die Mittelschule. Sie machte ihren Master-Abschluss an der Universität Belgrad. Nach einer Karriere als Fernsehjournalistin wählte sie die Diplomatie zu ihrem Beruf und arbeitet seit 2010 im Außenministerium der Republik Serbien. Neben ihrer Muttersprache, dem Serbischen, spricht sie fließend Englisch und Französisch. Sie engagiert sich in der humanitären Arbeit und nimmt oft an humanitären Veranstaltungen teil, mit besonderem Fokus auf das Wohlergehen von Kindern und die Bedeutung der frühen Entwicklung. Im Dezember 2013 heiratete die Serbin Aleksandar Vučić, der im Mai 2017 zum 5. serbischen Präsidenten gewählt wurde. Seitdem ist sie First Lady Serbiens. Mit ihrem Mann bekam sie noch im selben Jahr einen Sohn namens Vukan Vučić (Вукан Вучић).